# حمام روشن‌آباد
حمام روشن آباد مربوط به دوره قاجار است و در شهرستان بابل، بخش مرکزی، دهستان گنج افروز، روستای روشن آباد واقع شده و این اثر در تاریخ ۷ اسفند ۱۳۸۶ با شمارهٔ ثبت ۲۱۵۶۶ به‌عنوان یکی از آثار ملی ایران به ثبت رسیده است.